# Jaynarain Meetoo
Jaynarain Meetoo est un diplomate mauricien né le 2 novembre 1944 et décédé le 31 janvier 2022.
Il a longtemps été un militant politique aux côtés du Mouvement militant mauricien (MMM) tout en continuant à travailler comme enseignant de français au niveau secondaire. Il rejoint le Mouvement socialiste militant au début des années 1990 et devient un ambassadeur de la république de Maurice.
Son premier poste est à Paris en 1995-1996. Il est ensuite nommé à Genève de 2001 à 2004, où il a œuvré au sein de la Communauté de développement de l'Afrique australe (SADC), à l'Organisation des Nations unies et à l'Organisation mondiale du commerce. Il est ensuite nommé à Londres comme Haut-Commissaire de 2005 à 2009.
Après sa carrière de diplomate, Jaynarain Meetoo retourne à Maurice, redevient enseignant pendant quelques années et est nommé président du conseil d'administration du Mahatma Gandhi Institute / Rabindranath Tagore Institute (MGI/RTI). Il prend sa retraite en 2020 et décède en 2022.
Marié à Rooma Meetoo, le couple a trois enfants: Avinash Meetoo, Ashvin Meetoo et Cherina Meetoo.